# Martin Soukup (politik)
Martin Soukup (5. listopadu 1853 Hrutkov – 28. července 1934 Kačlehy) byl rakouský a český politik německé národnosti z Čech, na počátku 20. století poslanec Říšské rady.

## Biografie
Vychodil základní školu a dvě třídy gymnázia. Profesí byl majitelem zemědělského hospodářství. Byl předsedou Německo-rakouského spolku v Českách Budějovicích a ředitelem mlékařského družstva v Horní Pěně.
Na počátku 20. století se zapojil i do celostátní politiky. Ve volbách do Říšské rady roku 1901 byl zvolen do Říšské rady (celostátní zákonodárný sbor) za kurii venkovských obcí, obvod Krumlov, Kaplice, Jindřichův Hradec. Křeslo obhájil ve volbách do Říšské rady roku 1907, konaných poprvé podle všeobecného a rovného volebního práva. Zvolen byl za obvod Čechy 126. Usedl do poslaneckého klubu Německý národní svaz, v jehož rámci reprezentoval Německou agrární stranu. Mandát obhájil za týž obvod i ve volbách do Říšské rady roku 1911. Ve vídeňském parlamentu setrval do zániku monarchie. K roku 1911 se profesně uvádí jako majitel zemědělského hospodářství.
Po válce zasedal v letech 1918–1919 jako poslanec Provizorního národního shromáždění Německého Rakouska (Provisorische Nationalversammlung).
Byl členem zemského výboru a zemědělské rady. Zemřel v červenci 1934. Český tisk ho označil v nekrologu za vůdce německých rolníků v jižních Čechách.